# الجميلة (صحيفة)
الجميلة أسبوعية جزائرية تصدر باللغة العربية. متخصصة في شؤون المرأة وتعني بأخبار المشاهير والفضائح. مدير تحريرها الصحفي سليمان بن يحيى.

## وصلات خارجية
- معلومات عن أسبوعية الجميلة من موقع بوابة الصحافة الجزائرية.